# Þ
Þ、þ（þorn 或 thorn）是古英语和冰岛语的一个字母。前者是大寫，後者是小寫。这字母也曾在中世纪斯堪的纳维亚使用，但在现代英语和斯堪的纳维亚各语言均已被 th 所取代。 þ 来自如尼字母 ᚦ (U+16A6) ，在古英语称为 þorn，在斯堪的纳维亚称为 thurs（北欧神话的巨人）。
在冰岛语中，这个字母排在字母表的第 30 位，表示 /θ/ 音。
在Windows系統中，按 alt 鍵不放同時按數字鍵0222，就會打出大寫的Þ，而按數字鍵0254，就會打出小寫的þ。

## 字符编码
| 字符编码 | Unicode | ISO 8859-1，10，15 |
| -------- | ------- | ------------------ |
| 大写 Þ   | U+00DE  | DE                 |
| 小写 þ   | U+00FE  | FE                 |